# Otto Ernst Krasney
Otto Ernst Krasney (* 16. Dezember 1932 in Prag; † 12. März 2022) war ein deutscher Richter. Er war Vizepräsident des Bundessozialgerichts.

## Leben
1961 wurde er an der Universität zu Köln zum Dr. iur. promoviert. Im selben Jahr begann die berufliche Laufbahn beim Sozialgericht Detmold. Nach einer Abordnung als wissenschaftlicher Mitarbeiter an das Bundessozialgericht und einer Tätigkeit als Richter am Landessozialgericht Nordrhein-Westfalen kam er bereits 1971 als Richter an das Bundessozialgericht. 1980 wurde er Vorsitzender des 2. Senats, der zuständig für die Unfallversicherung ist. 1988 wurde er Vizepräsident des Bundessozialgerichts. Ende 1997 ging er in den Ruhestand.
Neben seiner Richtertätigkeit war Krasney auch als Wissenschaftler tätig. Schon 1967 erhielt er einen Lehrauftrag für Sozialrecht an der Ruhr-Universität Bochum, dem eine ebensolche Tätigkeit an der Gesamthochschule Kassel folgte. 1979 wurde er dort Honorarprofessor, 1991 erfolgte eine solche Ernennung auch an der Justus-Liebig-Universität Gießen.
Krasney wurde nach dem ICE-Unglück von Eschede (1998) von der Deutschen Bahn AG zum Ombudsmann für die Opfer und Hinterbliebenen von Eisenbahnunfällen ernannt. Sein Nachfolger in diesem Amt zum 1. Februar 2008 war Udo Steiner. Daneben veröffentlichte er zahlreiche Werke.

## Schriften
- mit Peter Udsching, Andy Groth: Handbuch des sozialgerichtlichen Verfahrens. Systematische Gesamtdarstellung mit zahlreichen Beispielen und Mustertexten. 7., völlig neu bearbeitete  Auflage. Erich Schmidt Verlag, Berlin 2016, ISBN 978-3-503-17036-4.